# Arborimus
Arborimus is een geslacht van zoogdieren uit de onderfamilie van de woelmuizen (Arvicolinae). De wetenschappelijke naam van het geslacht werd in 1915 gepubliceerd door Walter Penn Taylor. 

## Soorten
Er worden 3 soorten in dit geslacht geplaatst:
- Arborimus albipes (C. H. Merriam, 1901)
- Arborimus longicaudus (F. W. True, 1890)
- Arborimus pomo M. L. Johnson & S. B. George, 1991